# Dragon Ball Z: Budokai Tenkaichi
A Dragon Ball Z: Budokai Tenkaichi sorozat, japán címén Dragon Ball Z: Sparking! (ドラゴンボールZ Sparking!; Hepburn: Doragon Bōru Zetto Supākingu!) Torijama Akira Dragon Ball című mangáján alapuló verekedős játék-sorozat. A sorozat minden tagját a Spike fejlesztett és a Bandai jelentetett meg Japánban, illetve az Atari Észak-Amerikában és a PAL területeken. Amíg a sorozat első része kizárólag PlayStation 2 konzolra jelent meg, addig a második és harmadik tagja már Wii platformra is. A Bandai szerepét a Namcóval való egyesülése után a Namco Bandai Games vette át, míg az Atari PAL disztribúciós hálózatát a Namco Bandai Partners kebelezte be. 2010 óta a Namco Bandai forgalmazza az összes Dragon Ball Z-játékot, ezzel elvágva az Atari bármiféle közreműködését. A Budokai Tenkaichi trilógiát a 2011-ben PlayStation 3 és Xbox 360 konzolokra megjelent Dragon Ball Z: Ultimate Tenkaichi követte.

## A cím eredete
A japán cím Sparking! alcíme a Dragon Ball Z animesorozat első nyitófőcím dala, Kagejama Hironobu Cha-La Head-Cha-La refrénjére vezethető vissza, viszont ennek ellenére a sorozat első tagjának japán változatának nyitófőcím dala nem a Cha-La Head-Cha-La, hanem a szintén Kagejama által előadott We Gotta Power.
A nyugati Budokai Tenkaichi alcím a mangasorozat Tenkaicsi budókai (天下一武道会; Hepburn: Tenka'ichi Budōkai, ’Legerősebb az ég alatt harcművészeti verseny’) harcművészeti versenyének átrendezett alakja.
A Budokai Tenkaichi sorozat a címe ellenére nem a Dragon Ball Z: Budokai sorozat folytatása. Azon kívül hogy a két sorozat teljesen más játékmotoron fut, még a fejlesztőjük is más, illetve Japánban a címük sem hasonló. A nyugati címváltás valószínűleg azért történt, mivel az Atari ki akarta aknázni a Budokai sorozat által megteremtett piacot. A játékok angol nyelvű változatai számos hangeffektet és háttérzenét emeltek át a Budokai sorozatból.

## Lokalizációs különbségek
A játékok nyugati verziójában nem ugyanazok a zeneszámok szerepelnek, mint a japán kiadásokban. Amíg a Sparking! a Kikucsi Sunszuke által a Dragon Ball Z animesorozathoz írt zenéket tartalmazza, addig az első játék nyugati kiadása a Jamamoto Kendzsi által szerzett Budokai sorozat zenéit használja fel újra.

## Játszható szereplők
| A Budokai Tenkaichiban bemutatott | A Budokai Tenkaichiban bemutatott | A Budokai Tenkaichiban bemutatott | A Budokai Tenkaichiban bemutatott | A Budokai Tenkaichiban bemutatott | A Budokai Tenkaichiban bemutatott |
| --- | --- | --------------------------------- | --------------------------------- | --------------------------------- | --------------------------------- |
| - Android #16 - Android #17 - Android #18 - Android #19 - Dr. Gero (Android #20) - Baby Vegeta (Super Baby 2) - Bardock - Bojack (Full Power) - Broly (Legendary Super Saiyan) - Burter - Captain Ginyu - Cell (tökéletlen forma, féltökéletes forma, tökéletes forma, szuper tökéletes forma) - Cell Jr. - Chiaotzu - Cooler (végső forma) - Dabura démonkirály - Dodoria - Frieza (1., 2., 3. és végső forma, Full Power) - Mercenary Tao - Gohan (Base, Super Saiyan, Super Saiyan 2, Great Saiyaman) - Goku (End) (Base, Super Saiyan, Super Saiyan 2, Super Saiyan 3, Super Saiyan 4) - Goten (Base, Super Saiyan) - Gotenks (Base, Super Saiyan, Super Saiyan 3) - Guldo - Hercule - Jeice | - Kid Buu - Kid Gohan - Kid Goku (Base, Great Ape) - Kid Trunks (Base, Super Saiyan) - Krillin - Majin Buu - Evil Buu - Master Roshi - Mecha Frieza - Nappa - Piccolo (End) - Raditz - Recoome - Saibamen - Super 17 - Super Buu (Base, Gotenks Absorbed, Gohan Absorbed) - Gogeta (Super Saiyan, Super Saiyan 4) - Super Janemba - Teen Gohan (Base, Super Saiyan, Super Saiyan 2) - Tien - Trunks (Base, Super Saiyan, Super Trunks) - Trunks (Sword) (Base, Super Saiyan) - Ultimate Gohan - Vegeta (Scouter) (Base, Great Ape Vegeta) - Vegeta (Base, Super Saiyan, Super Vegeta) - Vegeta (End) (Super Saiyan 2) - Vegeta (End) (Majin)2 - Vegeta (Super Saiyan 4) - Vegito (Base, Super Saiyan) - Videl - Yamcha - Zarbon (Base, Post-Transformation) |                                   |                                   |                                   |                                   |
| A Budokai Tenkaichi 2-ben bemutatott | |                                   |                                   |                                   |                                   |
| - Android 13 (Base, Fusion) - Appule1 - Baby Vegeta (Base, Super Baby 1, Great Ape Baby) - Bardock (Great Ape Bardock) - Bojack - Broly (Base, Super Saiyan) - Cooler - Cui - Cyborg Tao1 - Demon King Piccolo1 - Frieza Soldier1 - Garlic Jr. (Base, Super Garlic Jr.) - Grandpa Gohan - Hirudegarn (Final Form) - Janemba (Base) - Master Roshi (Max Power) - Meta-Cooler | - Nappa (Great Ape Nappa) - Pan - Pikkon - Pilaf Machine (Base, Fusion) 1 - Raditz (Great Ape Raditz) - Salza - Slug (Base, Giant) - Supreme Kai (Base, Kibitokai) - Syn Shenron (Base, Omega Shenron) - Tapion - Turles (Base, Great Ape Turles) - Uub (Base, Majuub) - Vegeta (End) (Base, Super Saiyan, Super Saiyan 2) - Vegeta (Base, Super Saiyan, Super Vegeta) - Videl (Great Saiyaman 2) - Yajirobe - Zangya |                                   |                                   |                                   |                                   |
| A Budokai Tenkaichi 3-ban bemutatott | |                                   |                                   |                                   |                                   |
| - Android #8 - Arale - Babidi - Spike the Devil Man - Dr. Wheelo - Fasha (Base, Great Ape Fasha) - Future Gohan (Base, Super Saiyan) - General Blue - Goku (Early) 2 - Goku (GT) (Base, Super Saiyan, Super Saiyan 3) | - Goku (Mid) (Base, Super Saiyan) 2 - Kid Chi-Chi - King Cold - King Vegeta (Base, Great Ape King Vegeta) - Nail - Nam - Nuova Shenron - Piccolo (Early) 2 - Spopovich - Tambourine - 1. Szereplők melyek először a Dragon Ball Z: Budokai Tenkaichi 2 európai és japán Wii-változatában jelentek meg, később már a Dragon Ball Z: Budokai Tenkaichi 3 észak-amerikai kiadásában is visszatértek - 2. Olyan szereplők, melyek más szereplők különálló formái |                                   |                                   |                                   |                                   |